# Championnat de Porto Rico de football 2010
Navigation
Saison précédente Saison suivante
La saison 2010 du Championnat de Porto Rico de football est la sixième édition de la première division à Porto Rico. Les huit formations de l'élite sont réparties en deux poules où elles s'affrontent deux fois au cours de la saison. Ensuite, les deux premiers de chaque poule disputent la phase finale pour déterminer le vainqueur du championnat. Le tenant du titre, Bayamón FC, ne participe pas à la compétition cette saison.
C'est le CA River Plate qui remporte la compétition cette saison après avoir battu lors de la finale la formation des Islanders de Porto Rico. C’est le tout premier titre de champion de Porto Rico de l'histoire du club.

## Les clubs participants
- Sevilla FC
- CA River Plate
- Guaynabo Fluminense FC
- Fajardo FC
- Islanders de Porto Rico
- Caguas Huracán FC
- Puerto Rico United SC
- Mayagüez FC

## Compétition
Le barème de points servant à établir le classement se décompose ainsi :
- Victoire : 3 points
- Match nul : 1 point
- Défaite : 0 point

### Premier tour
| Rang | Équipe                 | Pts | J | G | N | P | Bp | Bc | Diff |  | Résultats (▼ dom., ► ext.) | RPl | May | Flu | Faj |
| ---- | ---------------------- | --- | - | - | - | - | -- | -- | ---- |  | -------------------------- | --- | --- | --- | --- |
| 1    | CA River Plate         | 18  | 6 | 6 | 0 | 0 | 29 | 2  | +27  |  | CA River Plate             |     | 1-0 | 4-1 | 7-0 |
| 2    | Mayagüez FC            | 7   | 6 | 2 | 1 | 3 | 10 | 5  | +5   |  | Mayagüez FC                | 0-1 |     | 4-0 | 5-0 |
| 3    | Guaynabo Fluminense FC | 7   | 6 | 2 | 1 | 3 | 12 | 19 | -7   |  | Guaynabo Fluminense FC     | 1-9 | 3-1 |     | 6-0 |
| 4    | Fajardo FC             | 2   | 6 | 0 | 2 | 4 | 1  | 26 | -25  |  | Fajardo FC                 | 0-7 | 0-0 | 1-1 |     |

| Rang | Équipe                  | Pts | J | G | N | P | Bp | Bc | Diff |  | Résultats (▼ dom., ► ext.) | Isl  | Sev | PRU | Hur |
| ---- | ----------------------- | --- | - | - | - | - | -- | -- | ---- |  | -------------------------- | ---- | --- | --- | --- |
| 1    | Islanders de Porto Rico | 16  | 6 | 5 | 1 | 0 | 27 | 2  | +25  |  | Islanders de Porto Rico    |      | 1-1 | 4-0 | 6-0 |
| 2    | Sevilla FC              | 13  | 6 | 4 | 1 | 1 | 10 | 5  | +5   |  | Sevilla FC                 | 1-2  |     | 3-0 | 1-0 |
| 3    | Puerto Rico United SC   | 3   | 6 | 1 | 0 | 5 | 5  | 15 | -10  |  | Puerto Rico United SC      | 0-3  | 0-1 |     | 1-4 |
| 4    | Caguas Huracán FC       | 3   | 6 | 1 | 0 | 5 | 6  | 26 | -20  |  | Caguas Huracán FC          | 0-11 | 2-3 | 0-4 |     |

### Phase finale

#### Demi-finales
| Équipe 1    | Résultat | Équipe 2                | Aller | Retour |
| ----------- | -------- | ----------------------- | ----- | ------ |
| Mayagüez FC | 1 - 4    | Islanders de Porto Rico | 1 - 2 | 0 - 2  |
| Sevilla FC  | 1 - 2    | CA River Plate          | 0 - 1 | 1 - 1  |

- Les deux clubs finalistes se qualifient automatiquement pour la CFU Club Championship 2011.

### Finale
| Équipe 1       | Résultat | Équipe 2                | Aller | Retour |
| -------------- | -------- | ----------------------- | ----- | ------ |
| CA River Plate | 3 - 0    | Islanders de Porto Rico | 1 - 0 | 2 - 0  |

## Bilan de la saison
| Championnat de Porto Rico de football 2010 |                            |
| Champion                                   | CA River Plate (1er titre) |
| Qualifications continentales               |                            |
| CFU Club Championship 2011                 | CA River Plate             |
| CFU Club Championship 2011                 | Islanders de Porto Rico    |
| Promotions et relégations                  |                            |
| Promus en Puerto Rico Soccer League        | Aucun                      |
| Relégués                                   | Aucun                      |